# Schloss Zerben

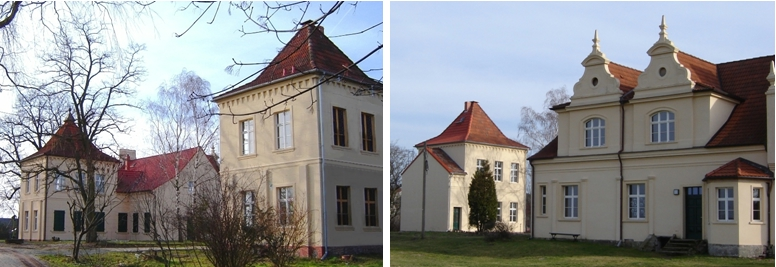
Schloss Zerben, Ost- und Westansicht, 2007

Schloss Zerben, auch Plothosches Schloss genannt, ist ein Herrenhaus in Zerben in Sachsen-Anhalt.

## Geschichte
1847 wurde ein einfaches Fachwerkhaus zu einer den Merkmalen der Weser-Renaissance folgenden Schlossanlage umgebaut. Der Rittergutsbesitzer Wolfgang von Plotho, durch die Schlossanlage Leitzkau inspiriert, ließ zwischen 1874 und 1879 aufwändig ein dreiflügliges Ensemble bauen. Die eingeschossige Anlage, deren Dach mit typischen Renaissance-Giebeln versehen ist, liegt am Rande eines Parks zur Elbe hin frei und ist daher über die Auenwiesen hinweg schon vom Elbdeich aus gut erkennbar. Um 1900 übernahm der Landrat Wolfgang von Plotho, verheiratet mit der Generalstochter Bernhardine von Bredow-Briesen, die Gutsgeschäfte. Der Besitz Zerben wurde zunächst an den Erben Hans Gebhard Freiherr von Plotho übergeben und dann später in ein Geldfideikommiss umgewandelt. Das Gut gehörte um 1922 Friedrich Heinze, 551 ha groß.
1948 wurden Teile des Schlosses auf Befehl der sowjetischen Militäradministration abgerissen. Nachdem 1996 die Gemeinde Zerben Eigentümer geworden war, wurde es 1998 unter Denkmalschutz gestellt. Seit 1999 bemühte man sich, dem Anwesen etappenweise seine ursprüngliche Form zurückzugeben. Die Sanierung wurde im 2011 abgeschlossen.